# Hagelkreuzstraße 42 (Mönchengladbach)

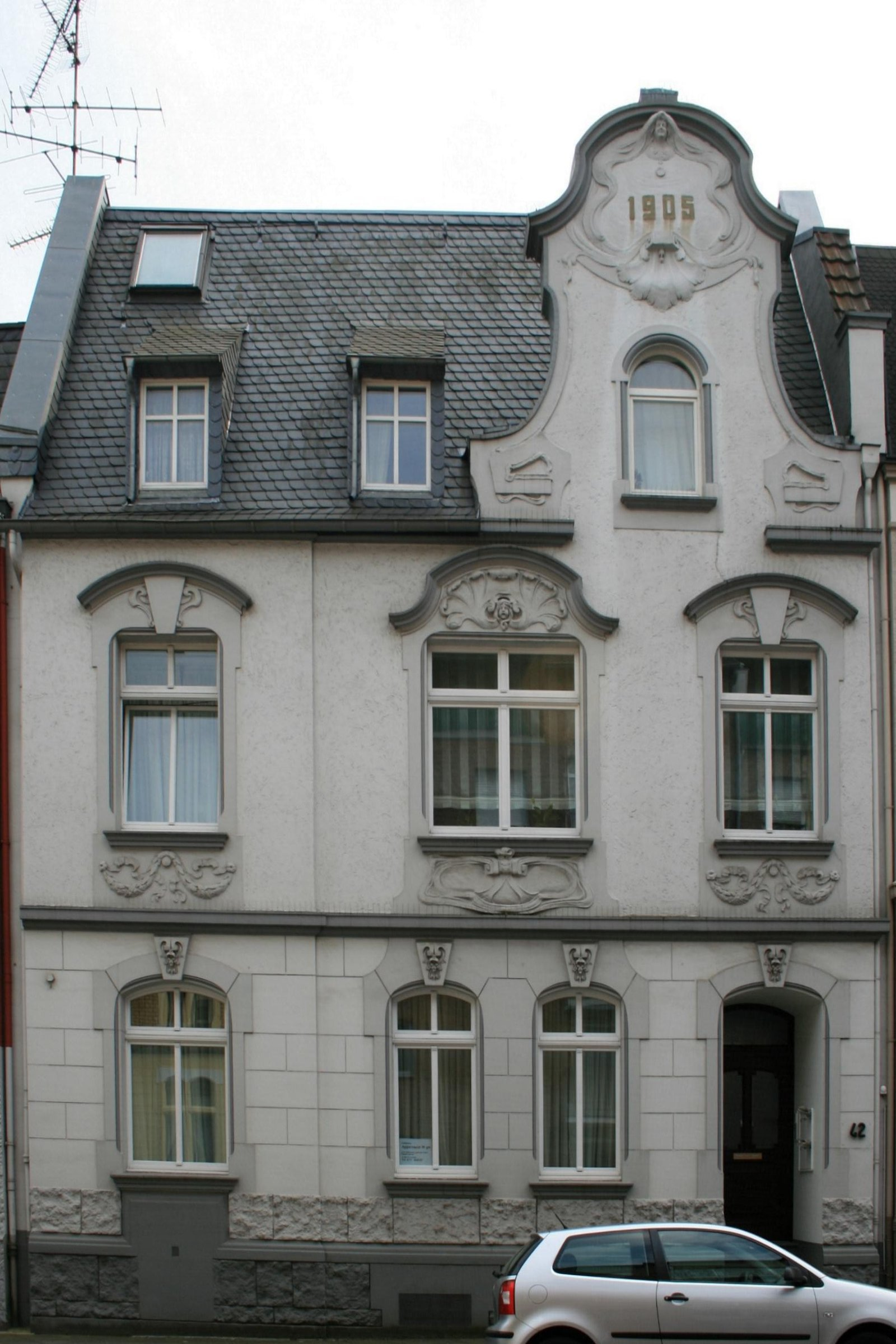
Wohnhaus (2010)

Das Wohnhaus Hagelkreuzstraße 42 steht in Mönchengladbach (Nordrhein-Westfalen).
Das Gebäude wurde 1905 erbaut. Es wurde unter Nr. H 062  am 27. November 1997 in die Denkmalliste der Stadt Mönchengladbach eingetragen.

## Architektur
Es handelt sich um einen zweigeschossigen Putzbau mit hoch ausgebildetem Satteldach. Asymmetrische Fassadengliederung unter Betonung der Eingangsachse mittels geschweiftem Zwerchgiebel (Halsgiebel). Die Horizontalgliederung übernehmen Sockel-, Stockwerk- und ein knapp vorspringendes Dachgesims. Die Erschließung des Hauses erfolgt durch die rechts platzierte, tief eingeschnittene Eingangsnische und Kellerzugang in der linken Achse.
Die jeweils drei Fenster der beiden Geschosse sind geschossweise variierend ausgebildet und angeordnet. Die des Erdgeschosses – die der rechten Achse rhythmisierend zusammengefasst – werden von einer stichbogigen Rahmung mit laubgeschmücktem Schlussstein gefasst. Analog formuliert ist der Hauszugang. Mit scheitrechtem Sturz schließen die Hochrechteckfenster des Obergeschosses ab. Eine jeweils stichbogige Gesimsverdachung über einem Schlussstein bekrönt die beiden Fenster der jeweils äußeren Achse; durch eine Schweifgiebelbekrönung mit Muschelornamentik hervorgehoben wird das Mittelfenster. Die Brüstungsfelder ziert Girlandendekor bzw. geometrische Schmuckelemente (Mittelfenster). Im Giebelfeld ein hohes Rundbogenfenster; darüber eine zweifach maskenbesetzte, vegetabilisch ausgebildete Kartusche mit Datierungsinschrift: 1905.